# Raymond Scheyven
Raymond Albert Marie Scheyven (Brussel, 26 november 1911 – 16 januari 1987) was een Belgisch volksvertegenwoordiger, senator en minister voor de PSC.

## Levensloop
Scheyven was een telg uit de familie Scheyven. Hij was achterkleinzoon van volksvertegenwoordiger Jean Scheyven. Hij was een van de vijf zoons van notaris Auguste Scheyven (1869-1918) en Lucienne de Laveleye (1875-1948), dochter van Georges de Laveleye. De vijf broers verkregen opname in de Belgische adel in 1935. Raymond Scheyven bleef vrijgezel.
In 1932 gepromoveerd tot doctor in de rechten aan de UCL, vestigde hij zich als advocaat in Brussel en werd vervolgens bankier. Hij was directeur van de Bank Josse Allard en beheerder van koloniale vennootschappen. Tijdens de Tweede Wereldoorlog was hij de stichter en leider van de geheime verzetsgroep Socrates, die financiële bijstand verstrekte aan ondergedoken werkweigeraars.
Hij was van 1945 tot 1976 penningmeester van de CVP/PSC. Hij was de initiatiefnemer voor de bouw van het opvallende modernistisch partijgebouw in de Brusselse Tweekerkenstraat. In 1946 werd hij verkozen tot lid van de Kamer van volksvertegenwoordigers voor het arrondissement Brussel en vervulde dit mandaat tot in 1971. Van 1965 tot 1968 was hij ondervoorzitter van de Kamer. Van 1971 tot 1974 was hij rechtstreeks gekozen senator in de Senaat en hierdoor ook lid van de Cultuurraad voor de Franse Cultuurgemeenschap. Als bankier en penningmeester van de CVP/PSC was Scheyven verantwoordelijk om bij Belgische bedrijven geld in te zamelen voor kiescampagnes van de partij.
Ook volgde Scheyven een ministeriële loopbaan: van juni tot november 1958 was hij minister van Economische Zaken in de kortstondige regering-G. Eyskens II, van 1959 tot 1960 was hij minister zonder portefeuille, belast met de economische en financiële zaken van Belgisch-Congo en Ruanda-Urundi in de regering-G. Eyskens III en van 1968 tot 1972 was hij minister van Ontwikkelingssamenwerking in de regering-G. Eyskens IV.
In 1977 werd Raymond Scheyven benoemd tot minister van Staat.

## Publicaties
- Rapport de Socrate sur le financement de la solidarité et des organisations de résistance (onuitgegeven), 13 oktober 1944.
- Chômage, Brussel, 1950.
- Malaise au Congo, Brussel, 1951.
- Sept semaines en U.R.S.S., Brussel, 1954.
- Pour une grande politique nationale au Congo, Brussel, 1956.
- Et le Congo?, Brussel, 1956.
- Le communisme en marche au Congo, Brussel, 1958.
- Où va le Congo, Brussel, 1959.
- De Punta del Este à La Havane, Brussel, 1961.
- Le problème de la stabilisation des matières premières, Brussel, 1962.
- Où en est l'Union soviétique? 30.000 kilomètres à travers l'U.R.S.S. et la Sibérie secrète, Brussel, 1962.
- Pourquoi l'aide aux pays sous-développés est-elle mal partie?, in: Revue Nouvelle, 1964.